# Lenke Süllős
Lenke Süllős   (Budapest, 27 de setembre de 1928 - La Lucila, 15 d'octubre de 2013), més coneguda com a Lily Sullos, va ser una astròloga argentina nascuda a Hongria. A les dècades del 1980 i 1990 va aparèixer amb freqüència a la televisió.
Va morir a casa seva en un barri al nord del Gran Buenos Aires en un pacte suïcida executat amb el seu germà.

## Biografia
El 1944, Lenke Süllős (amb 15 anys d'edat) va emigrar amb la seva família des d'Hongria a Alemanya. El seu germà (deu anys menor que ella) es va canviar el nom, de Lajos Süllős a Ludwig Sullos. A Alemanya, Lenke Süllős va concloure els estudis secundaris i va començar a cursar la carrera de medicina, que no va poder acabar a causa dels seus problemes econòmics. Anys més tard, a Buenos Aires, afirmaria que havia obtingut el títol de metgessa a Alemanya, però que mai no havia exercit la professió.
El 1948, Süllős (amb 19 anys d'edat) va arribar a l'Argentina amb el seu germà Ludwig Sullos, que es va registrar amb el nom de Luis Sullos. Es van radicar a Buenos Aires, i Lily va treballar com a fotògrafa de festes i aniversaris.
Cap a finals de la dècada del 1960 va començar a publicar com a astròloga a la revista Vosotras (Editorial Korn). En aquella època afirmava que havia estudiat en una «Associació Mundial d'Investigacions Astrològiques» (un club d'astrologia amb única seu a Buenos Aires), entitat que deia ser dependent d'una inexistent «Facultat d'Astrologia de Londres».
A partir de la dècada del 1970 va començar a treballar per a les revistes Mía i Semanario (Editorial Perfil), on es va exercir fins a la seva mort.
El 1984 va començar a aparèixer per televisió al programa de notícies Realidad '84, dirigit pel periodista Ramón Andino, al Canal 13 (de Buenos Aires).
A finals de la dècada del 1990, les seves darreres aparicions en els seus segments astrològics van estar lligats al noticiari Azul Notícias, al canal Azul Televisión.

## La seva mort
El 15 de setembre del 2013 va ser trobada morta juntament amb el seu germà Luis Sullos (Lajos Süllős, nascut el 16 d'agost de 1938). Donades les condicions en què van ser trobats els cadàvers, els pèrits van afirmar que s'havia tractat d'un «pacte suïcida».

## Publicacions
Entre les seves obras destaquen:
- Libro astrológico del amor (1977)
- Astrología y salud (1986)
- La reencarnación, una ley de la naturaleza (1997)
- La aventura de los lagarto-gatos.